# 측두선

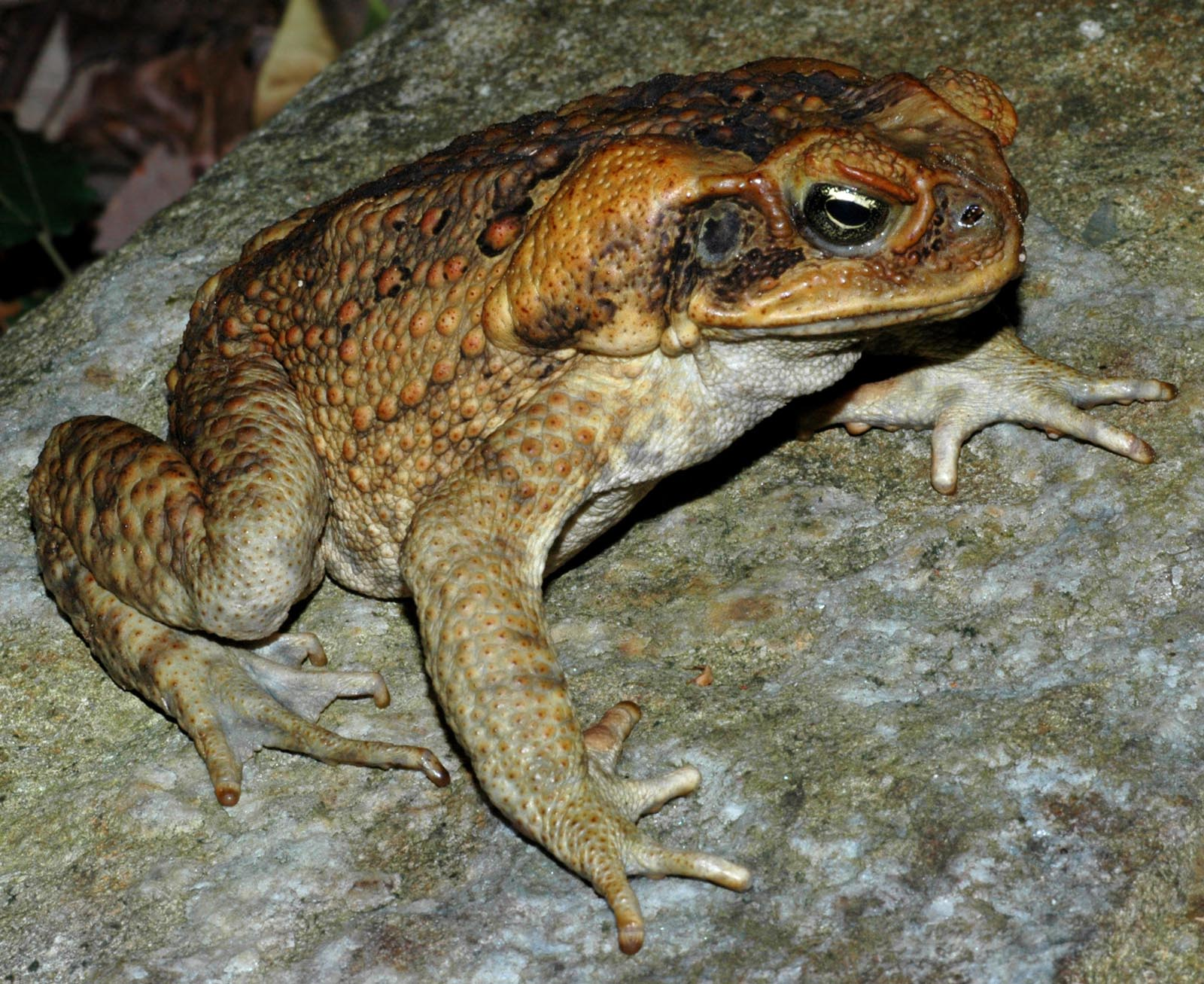
사탕수수두꺼비. 고실막 바로 뒤에 측두선이 있다.

측두선(側頭腺, parotoid gland)은 두꺼비와 일부 개구리 및 도롱뇽의 등, 목, 어깨에 있는 체외 분비선이다. 천적에게서 몸을 보호하기 위한 끈적한 알칼로이드를 분비하며, 여기 함유된 물질, 예컨대 부포톡신 같은 것은 신경독으로 작용한다.

## 같이 보기
- 두꺼비과